# دولت پنهان در ایالات متحده آمریکا

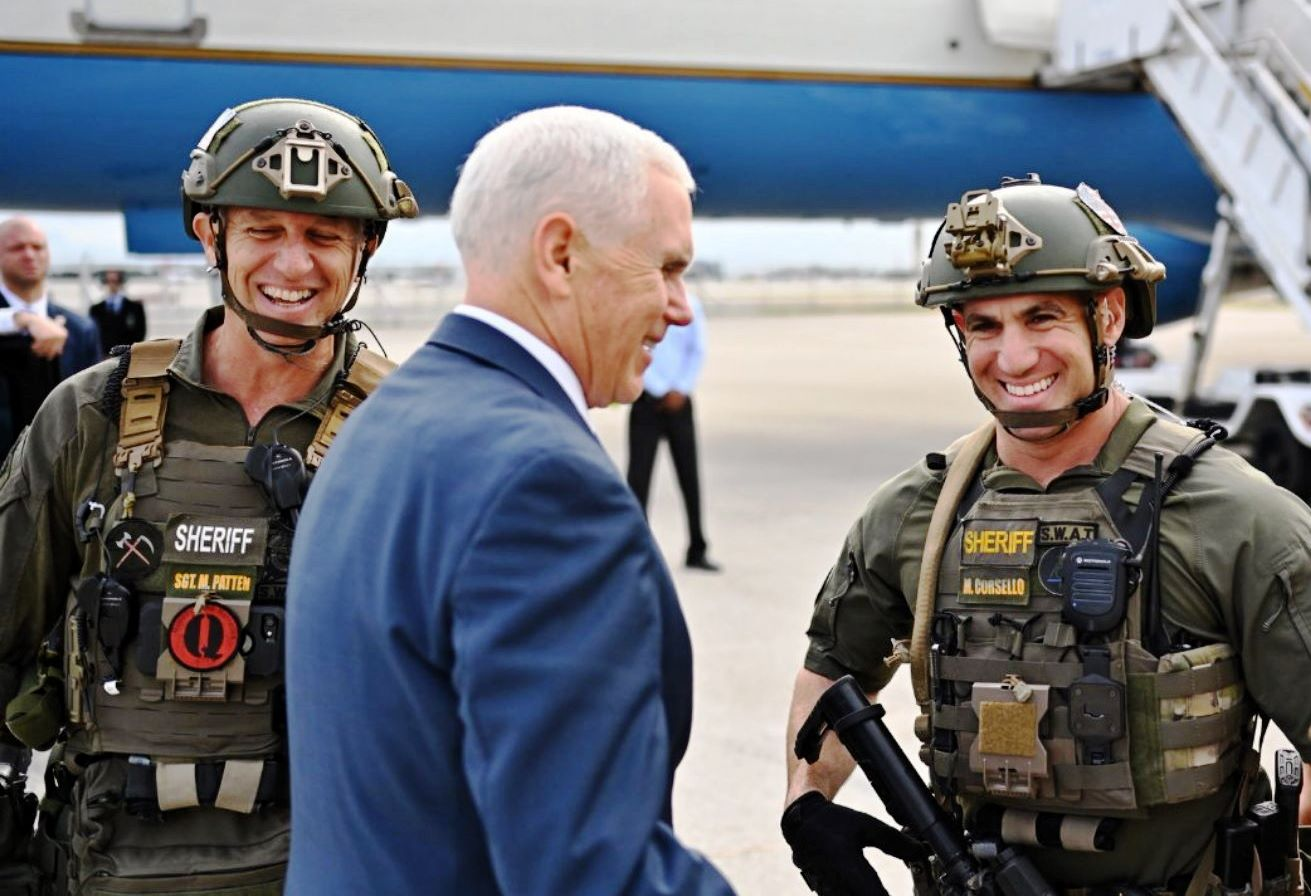
معاون رئیس جمهور ایالات متحده مایک پنس در حال ژست گرفتن با اعضای تیم SWAT شهرستان بروارد، فلوریدا، که یکی از آنها نشانه جنبش توطئه گرای راست افراطی "QAnon" را پوشیده است.

برخی چهره‌های سرشناس در ایالات متحده آمریکا دهه‌ها است در خصوص وجود یک دولت پنهان ابراز نگرانی کرده‌اند، دولتی که فارغ از این که کدام حزب نهادهای دموکراتیک کشور را در اختیار داشته باشد، بر سیاست‌گذاری عمومی اعمال نفوذ کرده و آن را کنترل می‌کند.
«دولت پنهان» به‌طور تاریخی با کشورهایی مثل ترکیه، که در آن گفته می‌شود دولت‌های در سایه جنبه‌های کلیدی سیاست دولتی را در کنترل دارند مرتبط دانسته می‌شده، ولی از زمانی که دولت ترامپ با افشای اطلاعات محرمانه از طریق دستگاه‌های اطلاعاتی کشور مواجه شده در آمریکا نیز مورد توجه قرار گرفته است.
به نوشتهٔ فیلیپ گیرالدی، تسلسل قدرت متمرکز در مجتمع نظامی صنعتی، جامعه اطلاعاتی ایالات متحده آمریکا، و وال استریت است، در حالی که بیل مویرز به توانگرسالاران و الیگارشها اشاره می‌کند.
مایکل گلنون عالم سیاسی معتقد است این روند نتیجه‌ای تعیین سیاست از سوی بوروکراسی‌های حکومتی به جای مقامات انتخابی است.